# Karl Ludwig von Ficquelmont

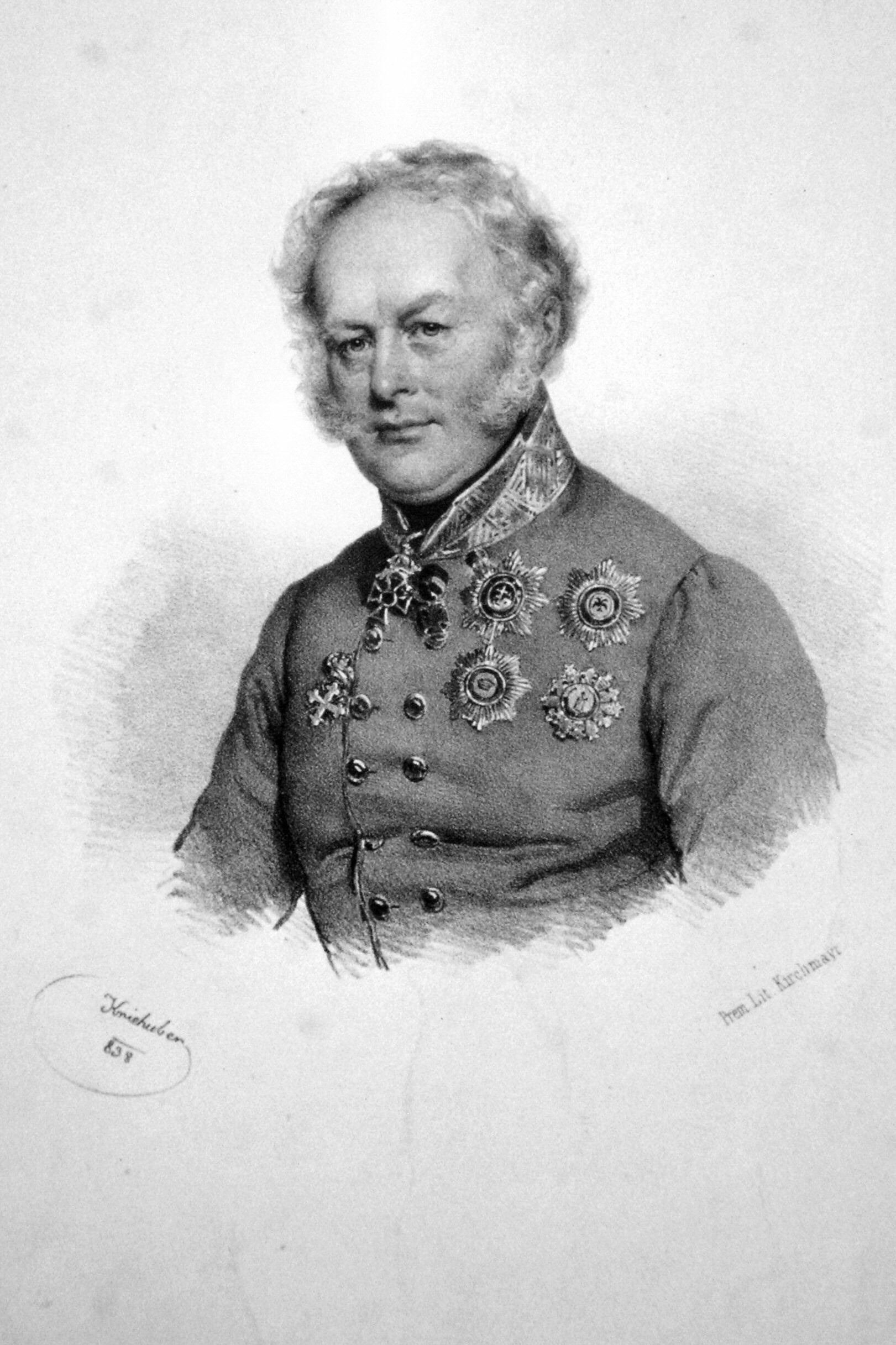
Karl Ludwig Ficquelmont, litografi av Josef Kriehuber, 1838.

Karl Ludwig von Ficquelmont, född 23 mars 1777, död 7 april 1857, var en österrikisk greve, statsman och general.
Ficquelmont deltog 1793–1814 i olika fälttåg, och var därefter verksam som diplomat, bland annat i Stockholm 1816–1820. År 1848 var han utrikesminister och en kortare tid även ministerpresident. Bland Ficquelmonts skrifter märks Deutschland, Oesterreich und Preussen (1851) samt Lord Palmerston, England und der Kontinent (2 band, 1852).